# Krascheninnikow (Vulkan)
Der Krascheninnikow (russisch Крашенинникова) ist ein Vulkan im Kronozki-Naturreservat im Osten der russischen Halbinsel Kamtschatka. Nach fast 500-jähriger Ruhephase brach er im August 2025 wieder aus. Der Vulkan ist nach dem russischen Entdecker Stepan Petrowitsch Krascheninnikow (1711–1755) benannt.

## Geologie
Der Vulkankomplex besteht aus zwei benachbarten, sich überlappenden Schichtvulkanen, die innerhalb einer größeren pleistozänen Caldera liegen, die etwa 9 × 11 km misst.
Die beiden Vulkane innerhalb der Caldera liegen auf einer von Nordost nach Südwest verlaufenden Spalte, die auch holozäne Schlackenkegel hervorgebracht hat, die bis etwa 15 bis 20 km über die Caldera hinausreichen.
Der Aufbau des südlichen Vulkans begann etwa 11.000 Jahre vor Christus, sein Gipfelkrater ist etwa 800–900 m breit. Die Bildung des nördlichen Vulkans begann vor etwa 6.500 Jahren, dieser besitzt einen etwa 1,5 km breiten Gipfelkrater. Im Lauf des Holozän ereigneten sich etwa 30 Ausbrüche, der vorerst letzte vermutlich um das Jahr 1550.

## Ausbruch im Jahr 2025
Anfang August 2025 erfolgte nach langer Ruhephase ein Ausbruch, der mit einer Aschesäule von etwa 6 km Höhe verbunden war, wenige Tage nach einem der schwersten bisher registrierten Erdbeben weltweit, das sich vor der Südostküste Kamtschatkas ereignet hatte.